# Das gezähmte Feuer
Das gezähmte Feuer ist ein Kinderbuch von Elfriede und Eberhard Binder, das von ihnen geschrieben und illustriert wurde. Die Idee stammt von Alfred Könner.
Das Buch erschien 1982 in der ersten Auflage im Altberliner Verlag in der Schlüsselbuch-Reihe.

## Inhalt
In dem Buch wird die Nutzung des Feuers durch den Menschen auf zwölf Doppelseiten vorgestellt. Auf sechs illustrierten Doppelseiten folgt jeweils eine Doppelseite, auf der mit weiteren kleinen Bildern das Thema weitergehend vorgestellt wird. Zu Beginn des Buches wird auf einer Doppelseite in das Thema eingeführt. Auf der vorderen Buchdeckelinnenseite wird gezeigt, wie Prometheus das Feuer stiehlt, auf der hinteren der Brand eines Wohnstallhauses, der mit Handlöschpumpen bekämpft wird. Anders als bei den anderen Büchern der Schlüsselbuch-Reihe werden auf den illustrierten Doppelseiten Begleittexte und weitere kleine Bilder bereitgestellt.
Auf der ersten großen Doppelseite wird gezeigt, wie Feuer in der Urgesellschaft sowie im 19. Jahrhundert entfacht und am Brennen gehalten wurde. Dabei werden einerseits Feuerbohrer und Feuerflug, aber auch Zunder und Reibzündhölzer erklärt. Auf den Erklärungsseiten wird anhand der unterschiedlichen Ofentypen erklärt, wie das Feuer über Kamin, Herd und Kachelofen Wärme spendet, aber auch wie es genutzt wird, um Vorratsbehälter oder Werkzeuge zu schaffen am Beispiel von Brenn- und Schmelzofen.
Auf der nächsten Doppelseite wird Feuer in Gestalt von Vulkanen gezeigt. Es wird der Aufbau eines Vulkans erläutert sowie die Zerstörung der Stadt Pompeji im Jahr 79 n. Chr. dargestellt. Auf der folgenden Seite wird unter anderem die Nutzung der warmen Quellen für medizinische Zwecke und zur Energiegewinnung erläutert.
Auf der dritten großen Doppelseite wird die Arbeit von Schmieden vorgestellt, die das Feuer nutzen, um Werkzeuge und andere Gegenstände herzustellen. Auf der folgenden Erklärungsseite werden die Produkte des Schmiedes gezeigt, die die Arbeit der Menschen erleichtern. Neben Werkzeugen werden auch eiserne Gitter, Türbeschläge und eiserne Bestandteile eines Wagens wie Nabe und Deichsel vorgestellt.
Es folgt eine Doppelseite, auf der die Auswirkungen der Sonne auf Menschen und Umwelt gezeigt werden zum Beispiel Leute am Badesee und schwitzende Gäste im Biergarten. Auf der nächsten Seite werden Lampen, Straßenlaternen und Leuchttürme im Wandel der Zeit gezeigt.
Die nächste Doppelseite zeigt verschiedene Fahrzeuge, die mit Verbrennungsmotoren betrieben werden, das Leben der Menschen erleichtern und beim Anbau von Nahrungsmitteln, Transport von Gütern und Menschen genutzt werden. In kleinen Bildern werden Fortbewegungsmittel aus vergangenen Zeiten dargestellt. Die Erläuterungsseiten zeigen die Entwicklung des Verbrennungsmotors und erklären, wie der Motor funktioniert.
Die letzte Doppelseite zeigt wie ein Wärmekraftwerk arbeitet und Strom erzeugt wird. Auf der Erläuterungsseite wird gegenübergestellt, wie der Einsatz von elektrisch betriebenen Geräten die Arbeiten im Haushalt und im Alltag vereinfacht hat.